# Все буде добре (телепередача)
«Все буде добре» — українське розважальне ток-шоу сімейної тематики, що вироблялося в Україні. Виходило з 2012 року на телеканалі «СТБ», остання трансляція відбулась 27 грудня 2018 року.

## Про програму
Програма являє собою збірку порад та міркувань щодо різних тематик рутинного життя. Розбираються питання про чоловіків, жінок та дітей. До ефіру приходять гості, які розказують про свої проблеми або методи їх вирішень.
Шоу об'єднує інтереси жінок і чоловіків щодо господарювання, виховання дітей, організації сімейного бюджету, догляду за собою, кулінарної майстерності тощо. Експерти програми дають практичні поради, які застосовуються у повсякденному житті та в побуті. Наочно демонструється вирішення домашніх та сімейних проблем.
Також під час програми залучаються і глядачі із зали. У програмі проводяться експерименти: перетворюють жінок в моделей прямо у студії, виводять плями, майструють абажури, роблять фізичні вправи, готують вечерю та інше.
Головне завдання шоу — допомогти господаркам змінити своє життя на краще: як у відносинах, так і в облаштуванні будинку, як у вихованні дітей, так і у своєму стилі одягу.

## Рубрики
- Обираємо продукти з Андрієм Бабаєвим
- Правила вибору від Костянтина Грубича
- Сімейне здоров'я з Костянтином Зеленським
- Тренування з Анітою Луценко, з Ігорем Обуховським
- Секрети краси від Ольги Метельської
- Рецепти Ектора Хіменес-Браво
- Рецепти Тетяни Литвинової
- Рецепти Сергія Калініна
- Рецепти Алли Ковальчук
- Рецепти Ігоря Місевича
- Рецепти Лізи Глінської
- Схуднення
- Дієтологія зі Світланою Фус
- Клуб зіркових матусь
- Жіноче здоров'я з Віталієм Римаренком
- Мода з Романом Мєдним
- Діти
- Здоров'я
- Cімейна психологія
- Прибирання, декорування будинку
- Правила вибору продуктів, одягу та побутової техніки
- Секрети приготування
- Екстрасенсорика

## Все буде смачно
«Все буде смачно» — кулінарний проєкт від авторів програми «Все буде добре». До студії приходять відомі особистості навчитися готувати страви. Знамениті кухарі розповідають секрети приготування відомих страв. Програма з'явилась в жовтні 2013 року. Виходить в ефір по суботах та неділях.

### 1 сезон
| Дата     | Зірка                       | Страва                          |
| -------- | --------------------------- | ------------------------------- |
| 26.10.13 | Сніжана Єгорова             | Сирники                         |
| 27.10.13 | Євген Літвинкович           | Голубці                         |
| 02.11.13 | Ольга Сумська               | Яловича печінка                 |
| 03.11.13 | Олександр Педан             | Омлет                           |
| 09.11.13 | Лілія Ребрик                | Сирні кекси                     |
| 10.11.13 | Андрій Іскорнєв             | Оладки                          |
| 16.11.13 | Сергій Писаренко            | Плов                            |
| 17.11.13 | Даша Трегубова              | Бісквіт                         |
| 24.11.13 | Еріка                       | Пельмені                        |
| 30.11.13 | Дмитро Коляденко            | Пиріжки                         |
| 01.12.13 | Павло Зібров                | Котлета по-київські             |
| 07.12.13 | Аліна Завальська            | Карасі                          |
| 08.12.13 | Дмитро Танкович             | Деруни                          |
| 14.12.13 | Ігор Обуховський            | Тушкований кролик               |
| 15.12.13 | Євген Сморигін              | Картопля                        |
| 21.12.13 | Оля Цибульська              | Котлети                         |
| 22.12.13 | Олександр Кривошапко        | Піца                            |
| 28.12.13 | Влад Яма                    | Стейк                           |
| 29.12.13 | Аніта Луценко               | Буженина                        |
| 04.01.14 | Павло Костіцин              | Наполеон                        |
| 05.01.14 | Оксана Сташенко             | Капкейки                        |
| 11.01.14 | Володимир Бойко             | Вареники                        |
| 12.01.14 | Ірина Борисюк               | Суфле                           |
| 18.01.14 | Alyosha                     | Запіканка                       |
| 19.01.14 | Тамара Яценко               | Лазанья                         |
| 25.01.14 | Наталя Дзеньків (Lama)      | Безе                            |
| 26.01.14 | Віта Євтушина               | Борщ                            |
| 01.02.14 | Ірина Скорикова             | Пісочне тісто                   |
| 02.02.14 | Борис Барський              | Чебуреки                        |
| 08.02.14 | Анастасія Приходько         | Листкове тісто                  |
| 09.02.14 | Надія Воронцова             | Празький торт                   |
| 15.02.14 | Віктор Андрієнко            | Зрази                           |
| 16.02.14 | Оксана Байрак               | Качка                           |
| 01.03.14 | Євген Нікішин               | Млинці                          |
| 02.03.14 | Олег Кензов                 | Курка                           |
| 08.03.14 | Костянтин Євтушенко         | Еклери                          |
| 09.03.14 | Роза Аль-Намрі              | Харчо                           |
| 15.03.14 | Олена Курилова              | Чизкейк                         |
| 16.03.14 | Володимир Моісеєнко         | Відбивні                        |
| 22.03.14 | В'ячеслав Узелков           | Паста                           |
| 23.03.14 | Юлія Плаксіна               | Ватрушки                        |
| 29.03.14 | Ганна Козир                 | Сметанник                       |
| 30.03.14 | Тарас Шпіра                 | Короп                           |
| 05.04.14 | Тетяна Стребкова            | Тирамісу                        |
| 06.04.14 | Анастасія Бухалда           | Курячий бульйон                 |
| 12.04.14 | Андрій Дикий                | Домашня ковбаса                 |
| 13.04.14 | Олег Лісогор                | Тюфтелі                         |
| 19.04.14 | Сніжана Єгорова             | Паски                           |
| 20.04.14 | Євген Літвинкович           | Свинячі реберця                 |
| 26.04.14 | Олеся Жураковська           | Суші                            |
| 27.04.14 | Марія Яремчук               | Суші-2                          |
| 10.05.14 | Руслана Писанка             | Шашлик                          |
| 11.05.14 | Дмитро Карпачов             | Овочі та фрукти-гриль           |
| 17.05.14 | Ольга Волкова               | Домашній хліб                   |
| 18.05.14 | Володимир Голубець          | Солянка                         |
| 24.05.14 | Марта Жир                   | Курячі стегна                   |
| 25.05.14 | Яна Соломко                 | Кекс                            |
| 31.05.14 | Тетяна Висоцька             | Яловичий язик                   |
| 01.06.14 | Сергій Тріскіба             | М'ясо по-французьки             |
| 07.06.14 | Аркадій Войтюк              | Куряче філе                     |
| 08.06.14 | Наталя Холоденко            | Штрудель                        |
| 14.06.14 | Олександр Порядинський      | Молода картопля                 |
| 21.06.14 | Ганна Жарова                | Малинове та полуничне варення   |
| 28.06.14 | Тарас Шпіра                 | Смажені крильця                 |
| 29.06.14 | Даша Трегубова              | Торт «Монастирська хатина»      |
| 05.07.14 | Ганна Кушнерук              | Квас та окрошка                 |
| 06.07.14 | Роман Мєдний                | Мафіни                          |
| 12.07.14 | Марина Верета               | Кабачки                         |
| 13.07.14 | Євген Нікішин               | Огірки                          |
| 19.07.14 | Михайло Присяжнюк           | Баклажани                       |
| 20.07.14 | Антоніна Бут                | Салат «Цезар»                   |
| 26.07.14 | Сергій Чибар                | Юшка                            |
| 27.07.14 | Ігор Місевич-Алла Ковальчук | Самогон                         |
| 02.08.14 | Ганна Селякова              | Кукурудза                       |
| 03.08.14 | Костянтин Грубич            | Домашнє морозиво                |
| 09.08.14 | Андре Тан                   | Персикове та абрикосове варення |
| 10.08.14 | Анастасія Приходько         | Помідори                        |
| 16.08.14 | Влада Литовченко            | Пончики                         |
| 17.08.14 | Дмитро Коляденко            | Шашлик із баранини              |
| 23.08.14 | Сергій Притула              | Компот                          |
| 24.08.14 | Олексій Гладушевський       | Ковбаси-гриль                   |
| 30.08.14 | Ігор Обуховський            | Цвітна капуста                  |
| 31.08.14 | В'ячеслав Узелков           | Раки                            |
| 06.09.14 | Олена Стеценко              | Запечені яблука та шарлотка     |
| 13.09.14 | Роза Аль-Намрі              | Капуста                         |
| 14.09.14 | Ольга Метельська            | Печінкові вироби                |
| 20.09.14 | Аніта Луценко               | Болгарський перець              |
| 21.09.14 | Влад Яма                    | Страви з гречки                 |
| 27.09.14 | Ольга Сумська               | Квашена капуста                 |
| 28.09.14 | Сергій Сапон                | Хек                             |
| 04.10.14 | Аліна Зенковенко            | Гриби                           |
| 05.10.14 | Валерій Ославський          | Смажена та запечена курка       |
| 11.10.14 | Олег Кензов                 | Біляші                          |
| 12.10.14 | Марина Вдовенко             | Розсольник                      |
| 18.10.14 | Наталя Фаліон               | Тушонка                         |
| 19.10.14 | Андрій Бабаєв               | Горохові вироби                 |
| 25.10.14 | Олексій Тритенко            | Гарбуз                          |
| 26.10.14 | Ольга Волкова               | Слойки                          |

### 2 сезон
| Дата     | Зірка                  | Страва                      |
| -------- | ---------------------- | --------------------------- |
| 01.11.14 | Артем Лоїк             | Кава                        |
| 02.11.14 | Олександр Педан        | Хінкалі                     |
| 08.11.14 | Тетяна Шеліга          | Смажена картопля            |
| 09.11.14 | Яна Соломко            | Шоколадні вироби            |
| 15.11.14 | Лілія Ребрик           | Макаруни                    |
| 16.11.14 | Марина Шевченко        | Грибні страви               |
| 23.11.14 | Роман Мєдний           | Паштет                      |
| 29.11.14 | Наталя Холоденко       | Київський торт              |
| 30.11.14 | Кирило Бін             | Крем-суп                    |
| 06.12.14 | Потап                  | Хачапурі                    |
| 07.12.14 | Ірина Андрієва         | Страви з червоної риби      |
| 13.12.14 | Сергій Писаренко       | Оселедець                   |
| 14.12.14 | Дмитро Танкович        | Пряники                     |
| 20.12.14 | Катерина Кістень       | Щука                        |
| 21.12.14 | Марко Чорний           | Свина рулька                |
| 27.12.14 | Наталя Феліон          | Гусак                       |
| 28.12.14 | Даша Трегубова         | Торт «Графські руїни»       |
| 03.01.15 | Руслана Писанка        | Кутя                        |
| 04.01.15 | Володимир Данилець     | Індичка                     |
| 10.01.15 | Тетяна Зіновенко       | Кулебяка                    |
| 11.01.15 | Лілія Ребрик           | Грил'яж                     |
| 18.01.15 | Сергій Чибар           | Ромова баба та печиво       |
| 07.02.15 | Дмитро Монатик         | Жульєн                      |
| 14.02.15 | Євген Полівода         | Желейний торт               |
| 21.02.15 | Олександр Педан        | Млинцевий торт              |
| 01.03.15 | Ольга Сумська          | Люля-кебаб                  |
| 07.03.15 | Павло Костіцин         | Шніцель                     |
| 08.03.15 | Андре Тан              | Зефіри                      |
| 14.03.15 | Андрій Пономаренко     | Плюшки                      |
| 15.03.15 | Олександр Порядинський | Лагман і яблунева запіканка |
| 21.03.15 | Євген Літвинкович      | Шоколадні трюфелі і праліне |
| 22.03.15 | Володимир Бойко        | Моцарела і сулугуні         |
| 28.03.15 | Надія Матвієва         | Самса                       |
| 29.03.15 | Сергій Сосєдов         | Маковий рулет               |
| 04.04.15 | Катерина Колісник      | Зельц                       |
| 11.04.15 | Альона Курилова        | Сирна паска                 |
| 12.04.15 | Снежана Єгорова        | Запечене порося             |
| 18.04.15 | Аркадій Войтюк         | Біфштекс і гамбургери       |
| 19.04.15 | Дмитро Павлюковий      | Торт «П'яна вишня»          |
| 25.04.15 | Дмитро Коляденко       | Бануш                       |
| 16.05.15 | Олександр Педан        | Шурпа                       |
| 17.05.15 | Вячеслав Узелков       | Запечений судак             |
| 23.05.15 | Самвел Адамян          | Крем-брюле                  |
| 24.05.15 | Андрій Дикий           | Цибулевий суп               |
| 30.05.15 | Валерій Ославський     | Паелья                      |
| 31.05.15 | Тарса Шпіра            | Марципан                    |

### 3 сезон
| Дата     | Зірка                | Страва                      |
| -------- | -------------------- | --------------------------- |
| 29.08.15 | Лілія Ребрик         | Бабусині пиріжки            |
| 30.08.15 | Ольга Сумська        | Медовик                     |
| 05.09.15 | Роман Мєдний         | Картопляна запіканка        |
| 06.09.15 | Ганна Кушнерук       | Морквяний торт і кекси      |
| 12.09.15 | Ольга Волкова        | Мариновані перці            |
| 13.09.15 | Руслана Писанка      | Рогалики з повидлом         |
| 19.09.15 | Андрій Дикий         | Тістечка «Персики»          |
| 26.09.15 | Олег Кензов          | Торт «Мурашник»             |
| 27.09.15 | Яків Шнеєрсон        | Рибні котлети               |
| 03.10.15 | Юрій Босенко         | Галушки                     |
| 04.10.15 | Світлана Тарабарова  | Пиріг «Зебра»               |
| 10.10.15 | Євгенія Гапчинска    | Тертий пиріг                |
| 11.10.15 | Аніта Луценко        | Запечена курка              |
| 17.10.15 | Валерій Харчишин     | Коврижки                    |
| 24.10.15 | Вячеслав Узелков     | Іриски                      |
| 25.10.15 | Раміна               | Кров'янка                   |
| 31.10.15 | Володимир Данилець   | Курник                      |
| 01.11.15 | Борис Барський       | Тістечко «Картопля»         |
| 07.11.15 | Мандалена Мочіовські | Капустяний пиріг            |
| 08.11.15 | Альона Алимова       | Вафельні трубочки           |
| 14.11.15 | Дмитро Коляденко     | Бички в томаті              |
| 15.11.15 | Ектор-Хіменес Браво  | Печиво на розсолі           |
| 21.11.15 | Олександр Педан      | Манти                       |
| 22.11.15 | Андре Тан            | Захер                       |
| 29.11.15 | Мікаель Ароян        | Медовуха                    |
| 05.12.15 | Катерина Колісник    | Курча табака                |
| 06.12.15 | Андрій Дикий         | Торт «Черепаха»             |
| 12.12.15 | Даша Трегубова       | Сирне печиво                |
| 13.12.15 | Вячеслав Узелков     | Холодець                    |
| 20.12.15 | Юлія Бортник         | Торт «Дамські пальці»       |
| 26.12.15 | Ганна Кушнерук       | Салат «Грибна поляна»       |
| 27.12.15 | Світлана Лобода      | Торт «Скринька»             |
| 13.02.16 | Лілія Ребрик         | Ліниві голубці              |
| 14.02.16 | Аркадій Войтюк       | Чорнослив у шоколаді        |
| 20.02.16 | Ольга Сумська        | Лимонні тістечка            |
| 21.02.16 | Олексій Тритенко     | Курка в банці               |
| 27.02.16 | Олег Кензов          | Ліниві вареники             |
| 28.02.16 | Андрій Бабаєв        | М'ясний паштет              |
| 05.03.16 | Вячеслав Узелков     | Налисники                   |
| 06.03.16 | Михайло Присяжнюк    | Торт «Лебедине озеро»       |
| 12.03.16 | Світлана Тарабарова  | Рулет                       |
| 13.03.16 | Людмила Шупенюк      | Пишки                       |
| 19.03.16 | Слава Фролова        | Печиво «Грибочки»           |
| 20.03.16 | Павло Костіцин       | Курячі сердечки зі сметаною |
| 26.03.16 | Олег Скрипка         | Відкриті пироги             |
| 27.03.16 | Роза-Аль-Намрі       | Смажена мойва               |
| 02.04.16 | Дмитро Коляденко     | Перлова каша                |
| 03.04.16 | Володимир Моісеєнко  | Вівсяне печиво              |
| 09.04.16 | Михайло Присяжнюк    | Шоколадна ковбаса           |
| 10.04.16 | Борис Барський       | Мінтай с овочами            |
| 16.04.16 | Олександр Педан      | Торт «Карпати»              |
| 17.04.16 | Тамара Яценко        | Запечена підчеревина        |
| 23.04.16 | Олена Фроляк         | Тістечко Спартак            |
| 24.04.16 | Андрій Дикий         | Фаршировані ніжки           |
| 01.05.16 | Євген Літвинкович    | Свинячі ребра               |
| 14.05.16 | Валерій Ославський   | Тушкована качка             |
| 15.05.16 | Олена Мельник        | Трюфельний торт             |
| 21.05.16 | Даша Трегубова       | Смажений сом                |
| 22.05.16 | Тарас Тополя         | Горохова каша               |
| 28.05.16 | Тимур Мазур          | Пельмені                    |
| 29.05.16 | Ольга Сумська        | Мармелад                    |